# Famille Ruzzini
La famille Ruzzini est une famille patricienne de Venise, originaire de Constantinople.

## Historique
La famille Ruzzini est originaire de Constantinople. Elle s'installe à Venise, en 1260, après la chute de la ville aux mains des croisés.
Agrégés au patriciat et avoués au Maggior Consiglio en 1298, comme les autres familles d'origine byzantine, les Ruzzini atteignirent l'apogée de leur puissance au cours du dernier siècle de vie de la république.

## Personnalités
- Carlo Ruzzini (1653 - 1735), 113e doge de Venise (élu en 1732).
- Luigi Ruzzini (en) (1658–1708), évêque de Bergame (1698–1708) ;

## Armes

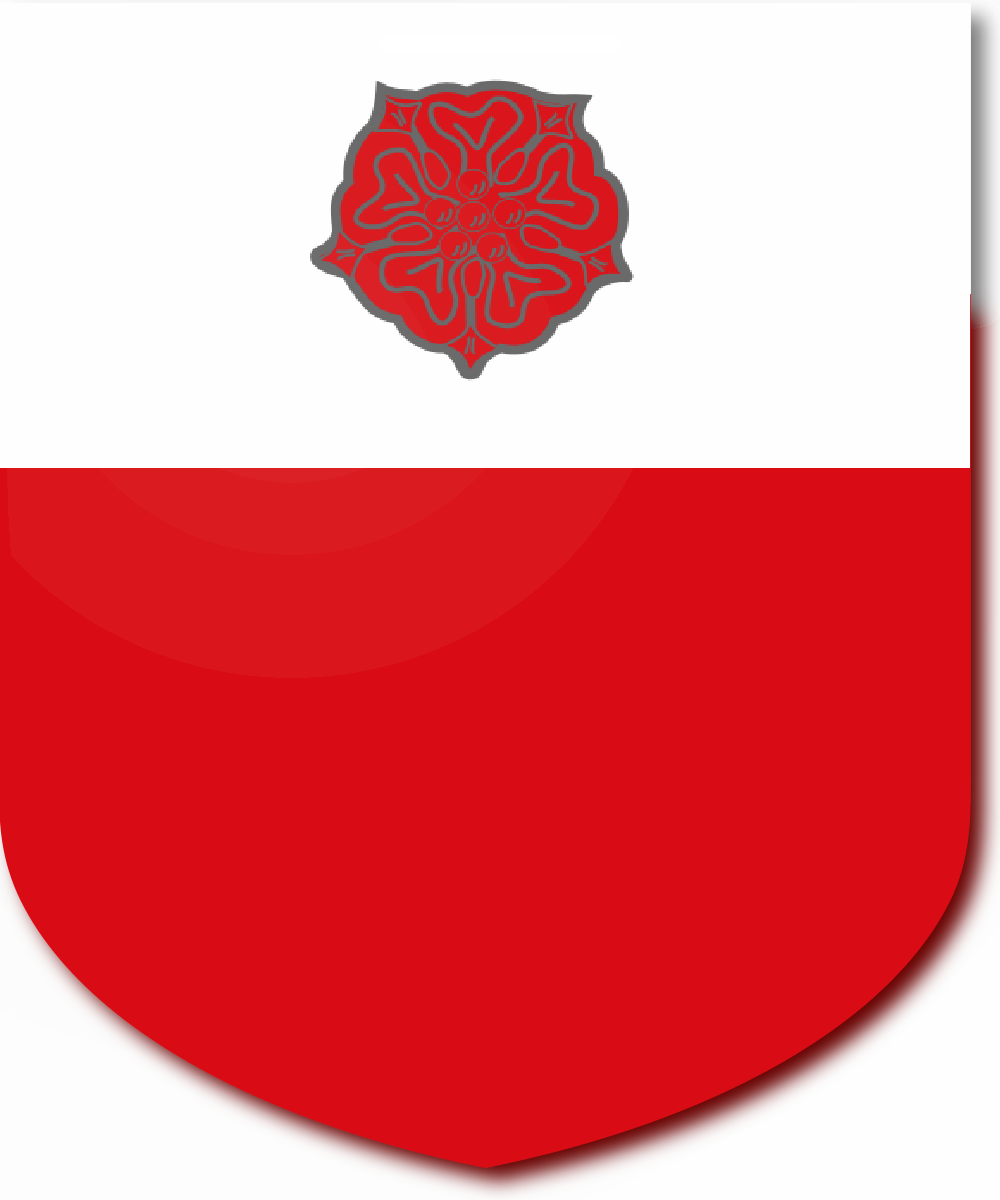
Armes des Ruzzini.

Les armes des Ruzzini se blasonnent ainsi : de gueules au chef d'argent chargé d'une rose percée aussi de gueules ou en 1310, coupé, au 1, d'argent, à une rose de gueules, boutonnée d'or, au 2, de gueules plein.

## Demeures

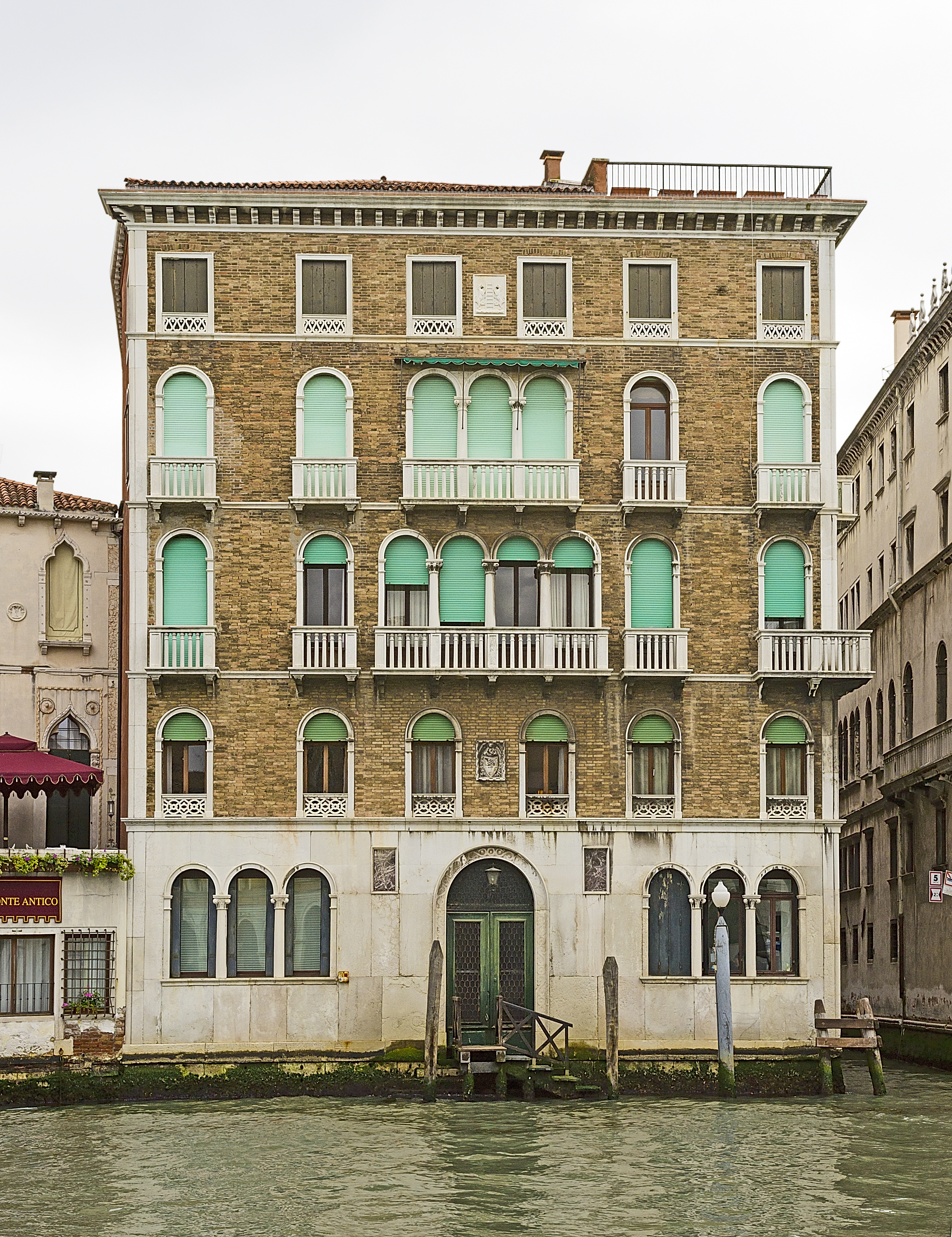
Palazzo Ruzzini. Façade sur le Grand Canal
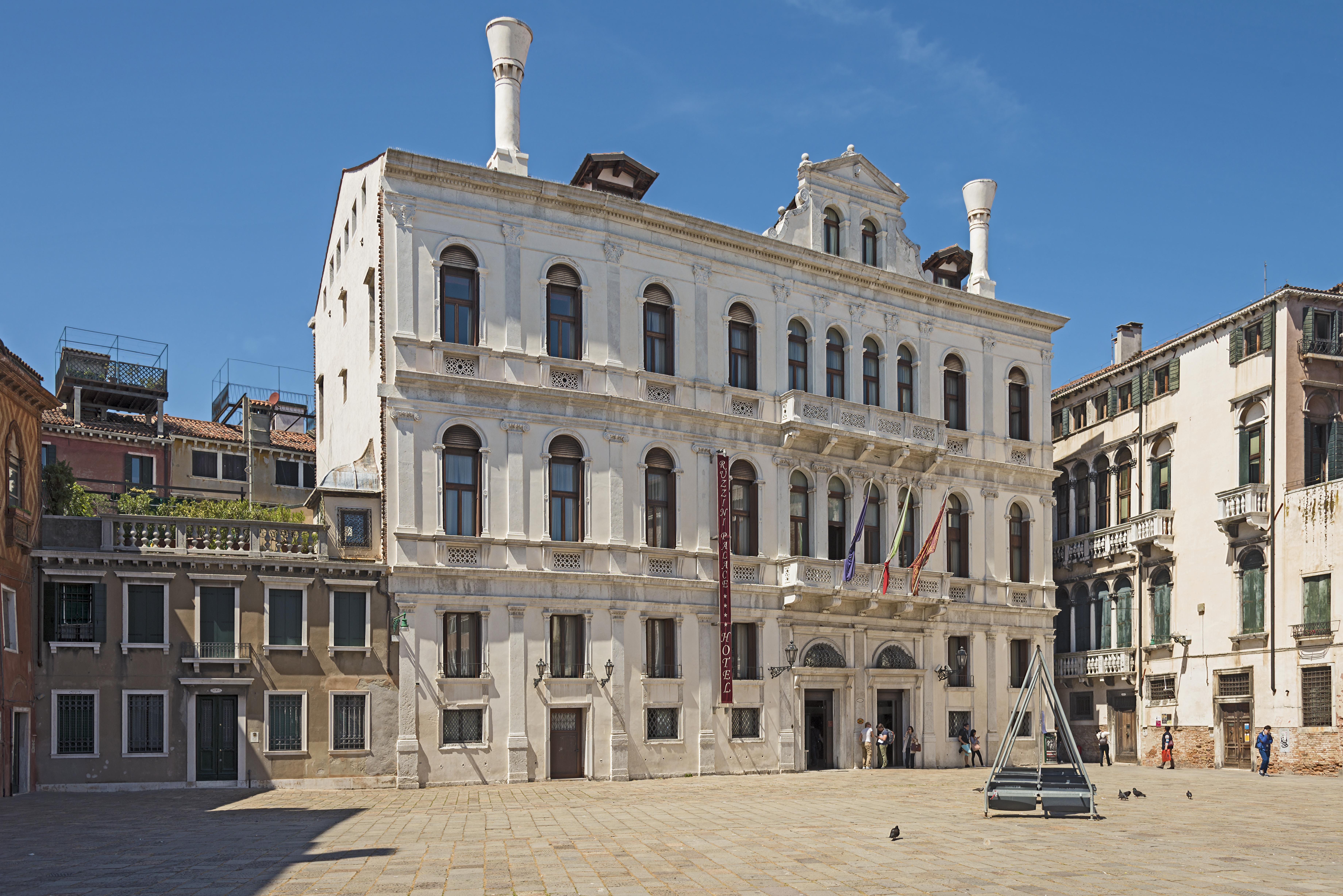
Palais Priuli Ruzzini Loredan